# Famiglia verde

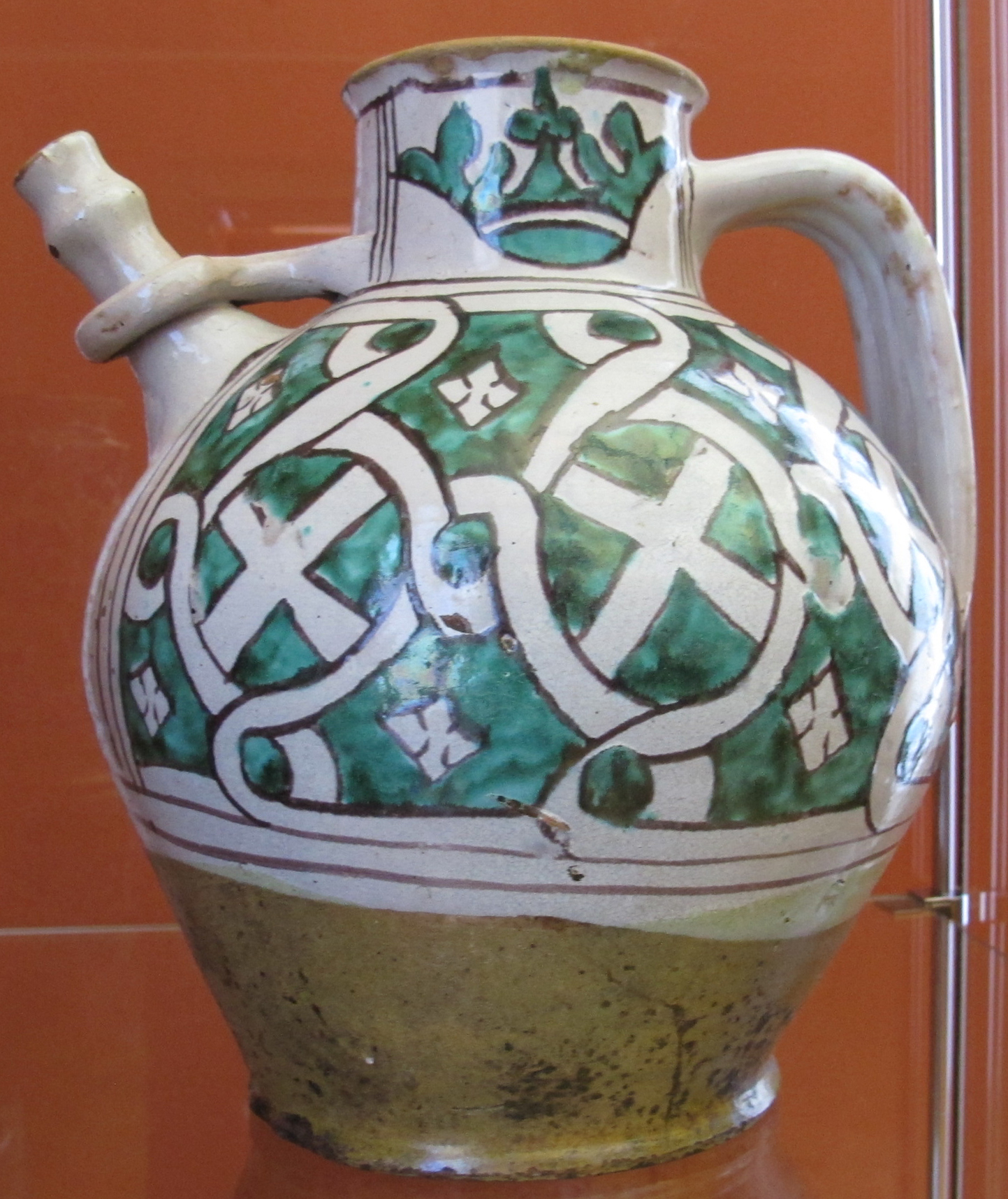
Firenze, brocca con ornamento a bande, fine XV-inizio XVI secolo, Lindenau-Museum

La famiglia verde o fiorentina è un tipo di maiolica arcaica, tra i più antichi di produzione italiana, iniziato a comparire nel XIV secolo a Firenze e nelle zone limitrofe.

## Caratteristiche
È caratterizzata da un'invetriatura biancastra e opaca ottenuta con l'aggiunta di diossido di stagno al rivestimento di vernice piombifera e da decorazioni di colore bruno su sfondo verde. Piatti e bacili sono spesso decorati al centro da stemmi familiari, emblemi, leoni portabandiera, cavalieri in armatura, dame. 
Il segno è sempre grafico; il disegno assomiglia a uno schizzo ottenuto rapidamente. 
Opere della famiglia verde vennero prodotte a lungo, fino alla metà del XV secolo e oltre. In seguito si sviluppò, nei pezzi "da pompa", uno stile con figure desunte dalla pittura del momento.